# Сборная Бразилии по футболу (до 20 лет)
Сборная Бразилии по футболу до 20 лет представляет Бразилию на молодёжных соревнованиях по футболу. В отличие от европейских сборных, максимальный возраст игроков в данной команде не должен превышать 20 лет.
Бразильская молодёжная команда является одной из самых титулованных сборных мира — в её активе 12 побед на чемпионатах Южной Америки и 5 побед в Кубке мира молодёжных команд.

## Достижения
- Чемпионат Южной Америки (до 20):
  - Чемпионы (12): 1974, 1983, 1985, 1988, 1991, 1992, 1995, 2001, 2007, 2009, 2011, 2023
  - Финалисты (7): 1954, 1977, 1981, 1987, 1997, 2003, 2005
- Чемпионат мира (до 20):
  - Чемпионы (5): 1983, 1985, 1993, 2003, 2011
  - Финалисты (4): 1991, 1995, 2009, 2015